# Ngũ Nhạc đại đế

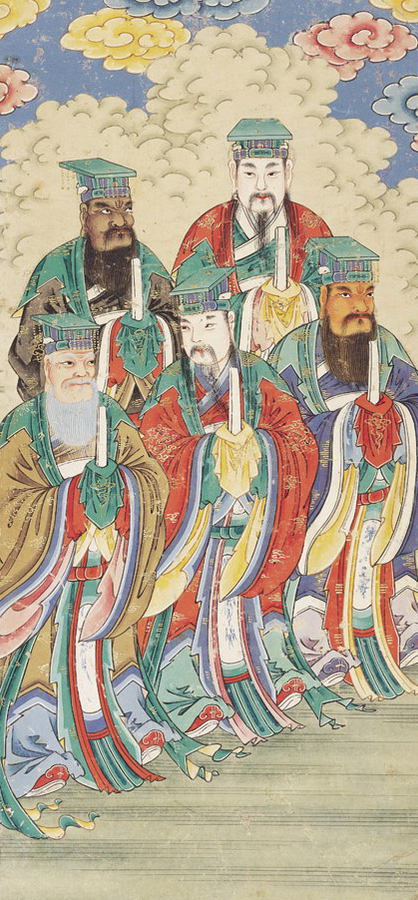
hình ảnh mô tả ngũ nhạc đại đế (trang sưu tầm)

Ngũ Nhạc đại đế là năm vị thần trông coi Ngũ nhạc - năm ngọn núi thiêng của Đạo giáo tại Trung Quốc, còn gọi là Ngũ Nhạc đế quân.
Ngũ Nhạc đại đế gồm:
- Đông nhạc Thái sơn Thiên tề Nhân thánh đại đế: trông coi Thái Sơn
- Nam nhạc Hành sơn Tư thiên Chiêu thánh đại đế: trông coi Hành Sơn
- Trung nhạc Tung sơn Trung thiên Sùng thánh đại đế: trông coi Tung Sơn
- Bắc nhạc Hằng sơn Anh thiên Huyền thánh đại đế: trông coi Hằng Sơn
- Tây nhạc Hoa sơn Kim thiên Nguyện thánh đại đế: trông coi Hoa Sơn

Thần thoại Trung Quốc cho rằng Đông Nhạc đại đế họ Kim Hồng, là cha của tứ nhạc còn lại. Đông nhạc Thái Sơn là núi chủ, quan trọng nhất trong Ngũ nhạc.
Theo truyện Phong thần diễn nghĩa thì Đông Nhạc đại đế là Võ Thành vương Hoàng Phi Hổ.

## Trong "Phong Thần Diễn Nghĩa"
- Đông Nhạc Thái Sơn Thiên Tề Nhân Thánh Đại Đế: Trấn Quốc Võ Thành Vương Hoàng Phi Hổ, tay cầm pháp khí Kim Toản Đề Lô xử, cưỡi linh thú Ngũ Sắc Thần ngưu, nuôi linh điểu Kim Nhãn Thần oanh.
- Nam Nhạc Hành Sơn Tư Linh Chiêu Thánh Đại Đế: Chư Hầu Tào Châu Sùng Hắc Hổ, tay cầm Thần Phù, sử dụng pháp bảo Hồng Hồ Lô, cưỡi thần thú Hỏa Nhãn Kim Tinh thú, nuôi linh điểu Thiết Chủy Thần Ưng.
- Trung Nhạc Tung Sơn Trung Thiên Sùng Thánh Đại Đế: Tướng Quân Văn Sinh, cưỡi trên chiến mã Thanh Thông.
- Bắc Nhạc Hằng Sơn Anh Thiên Huyền Thánh Đại Đế: Tướng Quân Thôi Anh, cưỡi trên chiến mã Hoàng Bưu Mã.
- Tây Nhạc Hoa Sơn Kim Thiên Nguyệt Thánh Đại Đế: Tướng Quân Tưởng Hùng, tay cầm pháp bảo Thần Trảo Kim Nữu sách, cưỡi chiến mã Ô Truy.